# Agonocryptus bicolor
Agonocryptus bicolor är en stekelart som beskrevs av Gupta 1982. Agonocryptus bicolor ingår i släktet Agonocryptus och familjen brokparasitsteklar. Inga underarter finns listade i Catalogue of Life.